# Adam Czarnowski

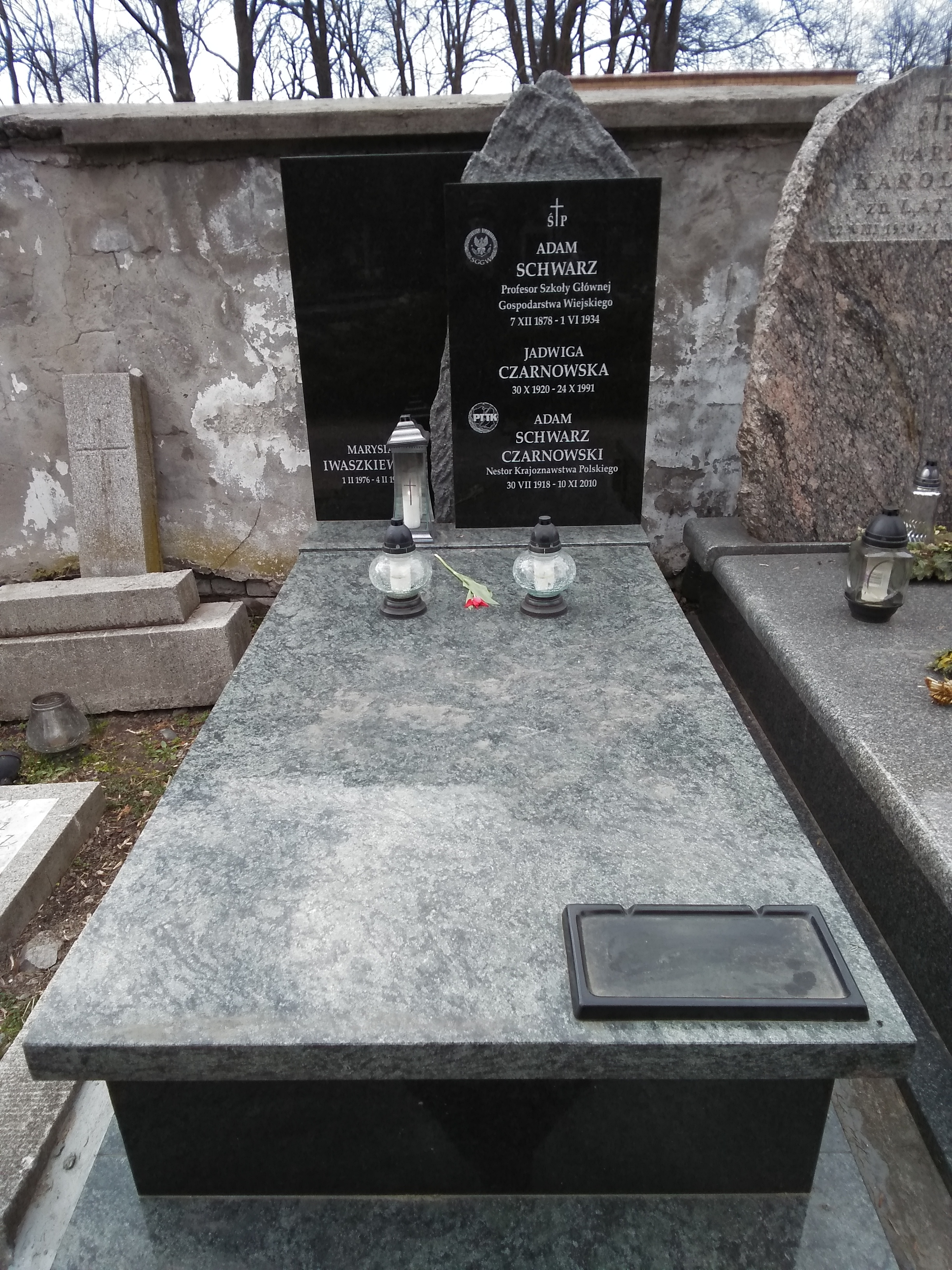
Grób prof. Adama Schwarza i Adama Czarnowskiego na cmentarzu Powązkowskim

Adam Czarnowski (ur. 30 lipca 1918 w Białej Wielkiej, zm. 10 listopada 2010 w Warszawie) – krajoznawca, przewodnik turystyczny, dziennikarz, fotografik, kolekcjoner.

## Życiorys
Od pierwszego roku życia mieszkał w Warszawie, gdzie ojciec był profesorem SGGW. Maturę otrzymał w 1938 r. w Gimnazjum Miejskim w Przasnyszu. Do wybuchu wojny ukończył dwa semestry Wyższej Szkoły Handlowej w Warszawie. Konspiracyjnie studiował w Miejskiej Szkole Handlowej w Warszawie prowadzonej przez prof. Edwarda Lipińskiego, gdzie zaliczył dalsze dwa semestry. Później przebywał na terenie gminy Strachówka. W 1944 roku Niemcy zabrali go wraz z żoną do obozu pracy na linii frontu nad Bugiem.
Ok. 1942 r. poślubił Jadwigę Marię Wiecińską (1920-1991) córkę Feliksa i Janiny Marii z Karpińskich Wiecińskich.
Po wyzwoleniu przebywał w Krakowie, następnie pracował w Wałbrzychu. W 1949 r. powrócił do Warszawy i podejmował różne prace doraźne. W 1952 r. związał się z Polskim Towarzystwem Turystyczno-Krajoznawczym. Był kierownikiem biura Oddziału Warszawskiego, później pracował w Zarządzie Głównym PTTK. Równocześnie prowadził serwis fotograficzny w redakcji pisma „Turysta”, rozwinął działalność fotograficzną, kolekcjonerską (pocztówki) oraz pisarską. Od 1958 do 1979 r. był redaktorem miesięcznika „Poznaj Swój Kraj”. W 1979 r. przeszedł na emeryturę.
Zastępca redaktora naczelnego czasopisma „Barbakan”, współpracownik czasopism: „Na Szlaku”, „Wierchy”, „Ziemia”, „Informacje ZG PTTK”, „Gościniec”, „Almanach Muszyny”. Jest autorem około 700 artykułów w kilkudziesięciu czasopismach, przeszło 20 książek, broszur i folderów. Odbył szereg wypraw turystycznych do krajów Europy i Azji. Swoje zbiory przekazał w większości do różnych instytucji, w tym do Biblioteki Narodowej w Warszawie, gdzie kolekcja jego pocztówek stanowi zbiór jego imienia.
Honorowy członek PTTK oraz Warszawskiego Klubu Kolekcjonerów, członek Stowarzyszenia Historyków Fotografii i artysta fotografik Fotoklubu RP Stowarzyszenia Twórców. Laureat Honorowej Nagrody Hetmana Kolekcjonerów Polskich Jerzego Dunin-Borkowskiego (2007). Laureat Nagrody Honorowej im. Fryderyka Kremsera. Otrzymał Krzyż Kawalerski OOP, Złoty Krzyż Zasługi, Medal Komisji Edukacji Narodowej, odznaki: Zasłużony Działacz Kultury i Zasłużony Działacz Turystyki oraz szereg odznaczeń za działalność w PTTK i innych organizacjach w woj. warszawskim.
Pochowany na cmentarzu Powązkowskim w Warszawie (grób 328 pod murem ul. Tatarskiej).

## Ważniejsze publikacje
- Zakopane i okolice. Informator dla wycieczek młodzieżowych, Warszawa 1964
- Trasa 7: Siedlce – Mordy – Łosice – Drohiczyn – Sokołów Podlaski, Warszawa 1965 (folder harmonijkowy)
- Górski obóz wędrowny młodzieży szkolnej. Materiał szkoleniowy dla organizatorów turystyki młodzieżowej, Kraków 1966
- Kraina tysiąca źródeł. O Ziemi Sądeckiej, Warszawa 1967, wyd. II Warszawa 1975
- W Beskidzie Niskim, Warszawa 1968 (fot.)
- In the Low Beskid Mountains, Warszawa 1968 (fot.)
- Prace krajoznawcze z młodzieżą szkolną. Uwagi metodyczne, Warszawa 1969
- Poradnik metodyczny dla przewodników. Praca zbiorowa (red.), Warszawa 1970
- Wędrówki przez Pogórze Karpackie i Beskidy, Warszawa 1972, wyd. II Warszawa 1986
- Wędrówki górskie młodzieży szkolnej, Warszawa 1974
- Turisticke oblasti konvencniho pasma v Polsku, Varsava 1976
- Krajoznawstwo. Poradnik metodyczny dla instruktorów krajoznawstwa, Warszawa 1979
- Prace krajoznawcze z młodzieżą szkolną. Wydanie II zmienione, Warszawa 1980
- Vademecum krajoznawcy, Warszawa 1981
- Dolina Popradu. Szlaki turystyczne, Warszawa 1982
- Krajoznawstwo i kultura w turystyce górskiej, Warszawa-Kraków 1984 (współautor: Bogumiła Balicka-Andrasz)
- W kręgu dawnych pocztówek. Wystawa, Poznań 1986 (współautor: Stefan Anioła)
- Leopold Węgrzynowicz. Organizator krajoznawstwa wśród młodzieży, Warszawa 1987
- Młodzież szkolna na górskich szlakach, Warszawa 1987
- Tatrzańskie lata (Z wędrówek po górach i Zakopanem XIX – XX w.), Kraków 1993 (współautor: Jadwiga Ciechanowska)
- Poznać i pokochać kraj. Życie i dzieło Aleksandra Janowskiego, Warszawa 1996
- Awit Szubert. Fotografia tatrzańska. Galeria Fotografii „pf”, Poznań 1998 (katalog wystawy)
- Historia fotografii krajoznawczej PTK – PTTK, Łódź 2000 (współautor: Wanda Skowron)
- Polska fotografia krajoznawcza, Łódź 2000 (tekst; pod kierunkiem Pawła Pierścińskiego)
- Kalendarium polskiej fotografii krajoznawczej o zasięgu ogólnopolskim 1839–2004, Warszawa-Łódź 2004
- Słynni krajoznawcy, Warszawa-Radom 2006
- O tatrzańskich pocztówkach, Zakopane 2017